# Alain Giresse
Pour les articles homonymes, voir Giresse.
Alain Giresse, né le 2 août 1952, à Langoiran en Gironde, est un footballeur international français reconverti entraîneur. Il joue au poste de milieu de terrain du début des années 1970 à la fin des années 1980.
Formé aux Girondins de Bordeaux, il remporte avec ce club le championnat de France en 1984 et 1985 et la coupe de France en 1986. Avec 182 buts inscrits, il est le meilleur buteur de l'histoire du club bordelais. Il termine sa carrière à l'Olympique de Marseille, avant de retourner à Bordeaux comme Directeur sportif.
En équipe de France, il compte quarante-sept sélections pour six buts marqués. Il remporte avec les « Bleus » l'Euro 1984 disputé en France et la Coupe Intercontinentale des Nations. Il est également troisième de la Coupe du monde 1986 et quatrième de la Coupe du monde 1982. Sous l'ère de l'entraîneur Michel Hidalgo, il fait partie de ce que l'on a appelé le « carré magique », avec Michel Platini, Jean Tigana, Bernard Genghini puis Luis Fernandez.
Il devient entraîneur en 1995 et dirige les clubs de Toulouse FC, Paris SG et des FAR de Rabat, ainsi que les sélections nationales de Géorgie, du Gabon, du Mali, du Sénégal, de la Tunisie et du Kosovo.
Il commente pour la télévision des matchs de la Coupe du monde de football 2010 diffusés sur France Télévisions.
Il est également le père de Thibault Giresse, ancien joueur de football professionnel.

## Biographie

### Footballeur professionnel (1970-1988)

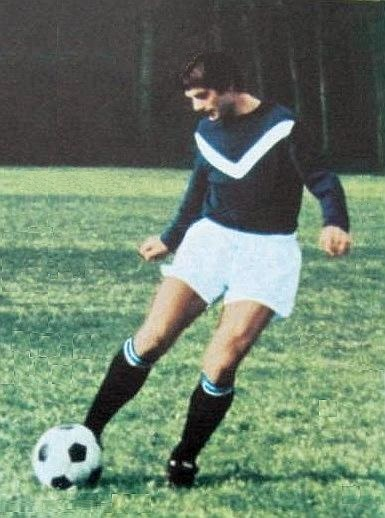
Alain Giresse en 1971.

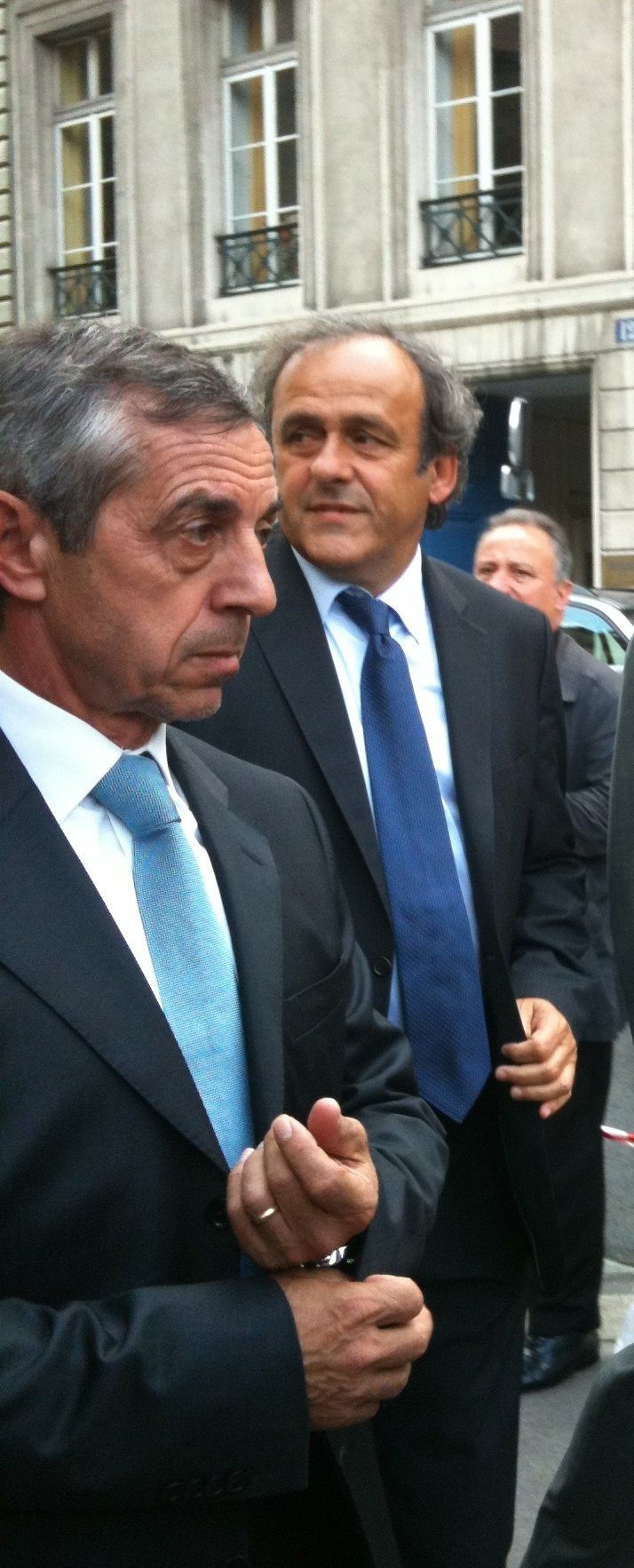
Alain Giresse et Michel Platini en 2012

Alain Giresse réalise l'essentiel de sa carrière au sein des Girondins de Bordeaux, avant de la terminer à l'Olympique de Marseille au début de l'ère Tapie.
Natif de la Gironde, charpentier de formation, il est remarqué par les Girondins de Bordeaux et fait ses débuts en championnat de France en 1970. Après une décennie où le club lutte en général pour le maintien en première division, le club prend de l'ambition avec l'arrivée de Claude Bez à la présidence en 1979 et d'Aimé Jacquet au poste d'entraîneur en 1980. Alain Giresse fait alors partie des cadres du club et participe aux grandes heures de gloire de ce dernier dans les années 1980 avec deux titres de champion (1984 et 1985) et une demi-finale de Coupe d'Europe des clubs champions en 1985 contre la Juventus de Michel Platini.
Ce n'est pourtant qu'à 29 ans que Michel Hidalgo en fait un titulaire indiscutable de l'équipe de France (avec laquelle il a fait ses débuts le 7 septembre 1974 contre la Pologne) lorsqu'il supplée Michel Platini blessé contre les Pays-Bas le 25 mars 1981. Malgré la défaite 1-0 (qui coûte sa place à son futur coéquipier marine et blanc Dominique Dropsy), Hidalgo le rappelle pour les quatre prochains matchs vitaux pour la qualification des Bleus pour la Coupe du Monde 1982.
Il contribue alors grandement à la qualification aux demi-finales de Coupe du monde en 1982 (la France termine quatrième) et 1986 (les Bleus terminent troisièmes). Il participe ainsi à la légendaire demi-finale de 1982 à Séville contre la RFA. Buteur à la 99e minute (portant le score à 3 à 1 pour la France), courant ivre de bonheur, il est tout prêt d'envoyer les Bleus disputer leur première finale de coupe du monde de leur histoire. Mais manquant "d'expérience et de roublardise", les Bleus laissent les Allemands revenir et se qualifier aux penalties. Rebelote en 1986. Par deux fois, la France est éliminée par l'Allemagne. Mais, Alain Giresse permet surtout à l'équipe de France de remporter à domicile l'Euro 1984. À cette occasion, les médias surnommeront sa complicité sur le terrain avec Michel Platini, Luis Fernandez et Jean Tigana le Carré magique.
Alain Giresse dispute son dernier match international à l'occasion de la demi-finale perdue en Coupe du monde contre l'Allemagne le 25 juin 1986.
Après cette Coupe du monde, Alain décide de terminer sa carrière à l'Olympique de Marseille, que Bernard Tapie vient de reprendre pour en faire un grand club, en se dotant de grands joueurs. Il y joue deux années avant de prendre sa retraite de footballeur en 1988.
Au total, il aura disputé 587 matchs de championnats pour y inscrire 163 buts, ce qui fait de lui le joueur de champ ayant disputé le plus de matchs dans l'histoire du championnat de France (les gardiens Jean-Luc Ettori puis Mickaël Landreau ayant disputé respectivement 602 et 617 matchs).

### Directeur sportif (1989)
En février 1989, à la suite du limogeage d'Aimé Jacquet, Alain Giresse revient à Bordeaux et prend la suite de Didier Couécou, nommé entraineur, au poste de Directeur sportif du club. En conférence de presse, le Président Claude Bez l'explique ainsi : « Pourquoi Gigi est désormais parmi nous ? Parce que c’est un enfant naturel du club. Il a pris ça comme une dette morale envers les Girondins. Il veut aider son club de toujours dans un moment difficile. Désormais, c’est un peu les Girondins aux Girondins. Sans doute, la solution la plus efficace pour nous sortir de là ».
Il quitte le club lors de la dégringolade financière (et sportive) en 1991.
Il occupe le même poste au Toulouse FC à partir de 1993/94.

### Entraîneur de club (1995-2003)
Alain Giresse décide de devenir entraîneur. Il fait ses débuts en D2, en 1995 sur le banc du Toulouse FC après la démission de Rolland Courbis, l'entraîneur, en novembre. Il y reste deux ans et demi avant de rejoindre le club de la capitale le Paris SG en 1998, choix numéro un de Charles Biétry. Lors de sa séparation avec le PSG, l'équipe est huitième du championnat. Il retourne alors au Toulouse FC où il permet à l'équipe de retrouver l'élite pour la deuxième fois.
En 2001, il prend alors la direction du Maroc et devient l'entraîneur du FAR Rabat jusqu'en 2003 et remporte la Coupe du trône en 2003. Il se tourne vers les sélections nationales. C'est là, et surtout en Afrique, qu'Alain Giresse connaîtra ses plus beaux moments.

### Sélectionneur national
En mars 2004, il rejoint l'équipe de Géorgie mais devant la difficulté de manager un petit pays et sans réelle perspective de qualification à une phase finale, il ne reste qu'une année à ce poste. En mars 2006, il prend en main la sélection du Gabon avec qui il obtient de bons résultats. Le Gabon est passé de la 125e place à la 40e du classement FIFA. Le Gabon sous l'ère Giresse réalise de belles performances en battant le Cameroun, le Ghana, le Maroc, le Togo… et rivalisant avec la Tunisie et la Côte d'Ivoire. Pour la première fois de son histoire, le Gabon frôle même la qualification pour la Coupe du monde 2010.
Au terme d'une jolie CAN, Alain Giresse quitte son poste et prend en main, en mai 2010, la sélection du Mali avec comme objectif une qualification pour la CAN 2012. La qualification est assurée et l'équipe termine la compétition à la troisième place.
Début mai 2012, Giresse quitte ses fonctions de sélectionneur du Mali.
Michel Platini lui remet la Légion d'honneur le 20 août 2012,.
Le 8 novembre 2013, Alain Giresse est nommé sélectionneur du Sénégal. Lors de la CAN 2015, le Sénégal est éliminé au premier tour : Giresse est alors fortement critiqué. La Fédération sénégalaise le démet alors de ses fonctions le 29 janvier 2015, ce dernier ayant fait part auparavant de « pressions ».
Le 18 mars 2015, il redevient sélectionneur du Mali. Il démissionne en septembre 2017.
Le 13 décembre 2018, il est nommé sélectionneur de la Tunisie où il remplace Faouzi Benzarti. En août 2019, Alain Giresse est démis de ses fonctions. Sous ses ordres, la Tunisie atteint, le 14 juillet 2019, les demi-finales de la CAN, où elle est éliminée par le Sénégal (0-1 a.p.).
Le 23 février 2022, il devient sélectionneur du Kosovo. Après trois matchs nuls et une défaite lors des éliminatoires du championnat d'Europe de football 2024, la Fédération kosovare de football annonce le 20 juin 2023 que d'un accord commun, Alain Giresse n'est plus le sélectionneur du Kosovo

## Statistiques de joueur
| Saison                | Club                   | Championnat           | Championnat | Championnat | Coupe(s) nationale(s) | Coupe(s) nationale(s) | Supercoupe | Supercoupe | Compétition(s) continentale(s) | Compétition(s) continentale(s) | Compétition(s) continentale(s) | France | France | Total | Total |
| Saison                | Club                   | Division              | M.          | B.          | M.                    | B.                    | M.         | B.         | Comp.                          | M.                             | B.                             | M.     | B.     | M.    | B.    |
| 1970-1971             | Girondins de Bordeaux  | D1                    | 24          | 3           | 5                     | 0                     | -          | -          | -                              | -                              | -                              | -      | -      | 29    | 3     |
| 1971-1972             | Girondins de Bordeaux  | D1                    | 28          | 4           | -                     | -                     | -          | -          | -                              | -                              | -                              | -      | -      | 28    | 4     |
| 1972-1973             | Girondins de Bordeaux  | D1                    | 22          | 3           | -                     | -                     | -          | -          | -                              | -                              | -                              | -      | -      | 22    | 3     |
| 1973-1974             | Girondins de Bordeaux  | D1                    | 31          | 11          | -                     | -                     | -          | -          | -                              | -                              | -                              | -      | -      | 31    | 11    |
| 1974-1975             | Girondins de Bordeaux  | D1                    | 36          | 11          | 4                     | 1                     | -          | -          | -                              | -                              | -                              | 1      | 0      | 41    | 12    |
| 1975-1976             | Girondins de Bordeaux  | D1                    | 30          | 13          | 1                     | 0                     | -          | -          | -                              | -                              | -                              | 0      | 0      | 31    | 13    |
| 1976-1977             | Girondins de Bordeaux  | D1                    | 37          | 16          | 4                     | 0                     | -          | -          | -                              | -                              | -                              | 2      | 0      | 43    | 16    |
| 1977-1978             | Girondins de Bordeaux  | D1                    | 35          | 11          | 5                     | 4                     | -          | -          | -                              | -                              | -                              | 1      | 0      | 41    | 15    |
| 1978-1979             | Girondins de Bordeaux  | D1                    | 38          | 6           | 3                     | 1                     | -          | -          | -                              | -                              | -                              | 1      | 0      | 42    | 7     |
| 1979-1980             | Girondins de Bordeaux  | D1                    | 37          | 12          | 1                     | 0                     | -          | -          | -                              | -                              | -                              | 0      | 0      | 38    | 12    |
| 1980-1981             | Girondins de Bordeaux  | D1                    | 33          | 6           | 6                     | 2                     | -          | -          | -                              | -                              | -                              | 2      | 0      | 41    | 8     |
| 1981-1982             | Girondins de Bordeaux  | D1                    | 34          | 14          | 7                     | 4                     | -          | -          | C3                             | 3                              | 0                              | 13     | 3      | 57    | 21    |
| 1982-1983             | Girondins de Bordeaux  | D1                    | 35          | 12          | 5                     | 1                     | -          | -          | C3                             | 6                              | 6                              | 3      | 0      | 49    | 19    |
| 1983-1984             | Girondins de Bordeaux  | D1                    | 34          | 16          | 5                     | 1                     | -          | -          | C3                             | 2                              | 1                              | 10     | 2      | 51    | 20    |
| 1984-1985             | Girondins de Bordeaux  | D1                    | 36          | 11          | 1                     | 0                     | -          | -          | C1                             | 8                              | 0                              | 3      | 0      | 48    | 11    |
| 1985-1986             | Girondins de Bordeaux  | D1                    | 29          | 9           | 4                     | 1                     | 1          | 0          | C1                             | 2                              | 0                              | 11     | 1      | 47    | 11    |
| Sous-total            | Sous-total             | Sous-total            | 519         | 158         | 51                    | 15                    | 1          | 0          | -                              | 21                             | 7                              | 47     | 6      | 639   | 186   |
| 1986-1987             | Olympique de Marseille | D1                    | 34          | 4           | 8                     | 2                     | -          | -          | -                              | -                              | -                              | -      | -      | 42    | 6     |
| 1987-1988             | Olympique de Marseille | D1                    | 33          | 1           | 1                     | 0                     | -          | -          | C2                             | 7                              | 1                              | -      | -      | 41    | 2     |
| Sous-total            | Sous-total             | Sous-total            | 67          | 5           | 9                     | 2                     | -          | -          | -                              | 7                              | 1                              | -      | -      | 83    | 8     |
| Total sur la carrière | Total sur la carrière  | Total sur la carrière | 587         | 164         | 60                    | 17                    | 1          | 0          | -                              | 28                             | 8                              | 47     | 6      | 723   | 195   |

## Palmarès joueur

### En club

#### Girondins de Bordeaux
- Champion de France en 1984 et 1985
- Vainqueur de la Coupe de France en 1986
- Vainqueur de la Coupe des Alpes en 1980
- Finaliste de la Coupe des Alpes en 1972

#### Olympique de Marseille
- Vice-champion de France en 1987
- Finaliste de la Coupe de France en 1987

### En équipe de France
- 47 sélections et 6 buts entre 1974 et 1986 (1 fois capitaine - 30 victoires, 10 nuls et 7 défaites)[2]
- Champion d'Europe des Nations en 1984
- Vainqueur de la Coupe Intercontinentale des Nations en 1985
- Participation à la Coupe du Monde en 1982 (4e) et en 1986 (3e)

### Distinctions individuelles
- Élu joueur français de l'année par France Football en 1982, 1983 et 1987
- Élu Champion des Champions français par L'Équipe en 1982
- Élu 2e au Ballon d'Or France Football en 1982
- Élu Onze d'Argent par Onze en 1982
- Nommé dans l'équipe-type du Championnat d'Europe des Nations en 1984
- Fait Chevalier de la Légion d'honneur en 2007
- Lauréat du Prix Henri Deutsch de la Meurthe de l'Académie des sports en 1982
- Joueur le plus capé de l'histoire des Girondins de Bordeaux (592 matchs)
- Meilleur buteur de l'histoire des Girondins de Bordeaux (181 buts)
- 4e joueur de l'histoire de Division 1/Ligue1 ayant disputé le plus de matchs avec 587 matchs (1er joueur de champ)
- Élu 47e du Top 100 des meilleurs joueurs de l'histoire de l'Euro selon le journal L'Équipe en 2016 [22]
- En 2022, le magazine So Foot le classe dans le top 1000 des meilleurs joueurs du championnat de France, à la 6e place[23].

## Palmarès entraîneur

### En club
- Vainqueur de la Coupe du Trône en 2003 avec les FAR de Rabat
- Vainqueur du Trophée des Champions en 1998 avec le Paris SG
- Vice-champion de France de Division 2 en 1997 avec le Toulouse FC

### En Équipe Nationale
- Participation à la Coupe d'Afrique des Nations en 2010 (Premier Tour) avec le Gabon, en 2012 (3e) avec le Mali, en 2015 (Premier Tour) avec le Sénégal et en 2019 (4e) avec la Tunisie.